# Sei'ichi Tanabe
Sei'ichi Tanabe (田辺誠一 Tanabe Sei'ichi?, n. 3 de abril de 1969) es un actor japonés.

## Filmografía

### Cine
- Atashi wa juice (1996)
- April Story (1998)
- Blues Harp (1998)
- Ring 0: Birthday (2000)
- Hush! (2001)
- Harmful Insect (2002)
- Happy Flight (2008)
- Liar Game: The Final Stage (2010)
- Okāsan no Ki (2015)
- Kimi to 100 Kaime no Koi (2017)
- Bleach (2018)

### Televisión
- Rasen (1999)
- Tramps Like Us (2003)
- Damens Walker (2006)
- Fūrin Kazan (2007)
- Hotelier (2007)
- Kami no Shizuku (2009)
- Shōkōjo Seira (2009)
- Twin Spica (2009)
- Toge (2016)